# MEGAドン・キホーテUNY魚津店
MEGAドン・キホーテUNY魚津店（メガドンキホーテユニーうおづてん）は、富山県魚津市に所在し、UDリテール株式会社が運営するショッピングセンターである。

## 概要
1999年（平成11年）11月12日、ユニー株式会社が『アピタ魚津店』を開業。
その後、同社兄弟会社のUDリテール株式会社に業態転換し、2020年（令和2年）2月17日に魚津市公告第11号にて大規模小売店舗立地法による大規模小売店舗の変更の届出がなされ、同年4月14日、『MEGAドン・キホーテUNY魚津店』としてリニューアルオープンした 。
同社は業態転換後の特徴として、鮮魚売場では、魚津港から毎日直送される朝どれ鮮魚を提供する他、ダブルネーム店舗で最大級面積の冷凍魚売場を用意したとしている。

## 主な専門店
最新の店舗状況は、公式ホームページを参照。
- スーパーUSA
- ダイソー
- ヤングドライ
- さが美
- ミスタードーナツ
- リブラン
- ケンタッキーフライドチキン（別棟）

## 交通アクセス
公共交通機関
- 富山地方鉄道本線・西魚津駅より徒歩約20分[1]
- あいの風とやま鉄道線・魚津駅より徒歩約40分[1]

自家用車
- E8北陸自動車道魚津ICより約5分[1]